# Жан-Батист Ле-Мойн де Б'єнвілль

Жан-Батист Ле-Мойн де Б'єнвілль (фр. Jean-Baptiste Le Moyne de Bienville) (23 лютого 1680—7 березня 1767) — колоніст та губернатор французької Луїзіани, був призначений на цю посаду чотири рази. 
Жан-Батист Ле-Мойн де Б'єнвілль був сином Шарля Ле-Мойна, вихідця з Лонгей що біля Дьєпу, та Катрен Примот (відомої як Катрен Т'єрті), що народилася в Руані, провінції Нормандія. Чарльз Ле-Мойн створив свою сім’ю проживаючи у Віл-Марі (сучасний Монреаль) в дуже ранньому віці, та мав всього разом чотирнадцять дітей. У віці сімнадцяти років Б'єнвілль приєднався до експедиції свого брата Ібревілля із метою започаткування колонії в Луїзіані. Б'єнвілль та Ібревілль протягом всієї експедиції досліджували середню частину узбережжя  Мексиканської затоки з півночі, відкривши Шандел'єрські острови поблизу Луїзіани. Так само, були відкриті острови Кет та Шип, що розташовані біля узбережжя штату Міссісіпі, після чого вони перейшли на паруснику у гирло річки Міссісіпі. Згодом експедиція спробувала просунутися аж до місцевостей, де зараз знаходиться місто Батон-Руж та річка Фолс. Перед тим як повернутися до Франції, Ібревілль заснував перше поселення в Луїзіанській колонії в квітні 1699 року під назвою Форт Морепас або Олд Білоксі, що на сьогодні є Ошен-Спрингс, штату Міссісіпі. Совуль Ле-Вілантрі був призначений губернатором, а Б'єнвілль — як другий по рангу заступник.
Зразу після від'їзду Ібревілля, Б'єнвілль вирушив у нову експедицію по річці Міссісіпі і наштовхнувся на англійські кораблі в місцевості, що тепер називається Інгліш Терн. Як тільки Ібревілль дізнався про несподівану зустріч, було наказано збудувати поселення вздовж річки Міссісіпі на найпершому зручному місці. П'ятдесят миль вгору по ріці, було встановлено Форт де Л'Булай.

## Заснування міста Мобіла[2]
Прислухаючись до рекомендації свого брата, Б'єнвілль переправив більшість колоністів на нове місце, що на сьогодні називається Алабама, та розташоване на північному березі річки Мобіл. Він також заснував глибоководний порт біля острова Дофин, призначений для користування колонізаторами, оскільки Мобільська затока та річка Мобіл були занадто мілководними для заходу океанських суден. Населеність колонії коливалася впродовж декількох наступних років. У 1704 році частково із причини страху перед братанням французьких солдатів із місцевими уродженками, уможливлюючи конфлікт, Б'єнвілль поклопотався про прибуття двадцяти чотирьох французьких жінок. Згідно з традицією, дівчата були відібрані із монастирів, хоча найбільш імовірно — з бідних сімей. Вони подорожували до Нового світу разом із їхніми пожитками у маленьких валізках, відомих як «касети». Тому увійшли в історію регіону, як «касетні дівчата» згідно з першими розповідями. Хоча, у пізніших переповіданнях, стали більше відомими згідно з англійським перекладом під назвою «дівчата із шкатулок».
Жінки були розселені в будинку Б'єнвілля та опікалися його домогосподаркою, якою була канадка французького походження, що  називалася мадам Ланглоіс (згідно з традиціями, вона — вдова двоюрідного брата Б'єнвілля та його братів, але прямих доказів цього немає). Мадам Ланглоіс навчилася від тубільців ремеслу кухарства, використовуючи місцеві продукти, що дозволило передати цей досвід пізніше своїм наставницям. Цей епізод став відомим, як походження креольської кухні. Імена та долі «дівчат із шкатулок» є невідомими, але де-які із них залишилися в колонії та побралися із французькими солдатами, як і передбачалося. Перша реєстрація новонародженого білого немовляти була зроблена у 1705 році .
Населення колонії змінювалося протягом наступного покоління, виростаючи до 281 особи у 1708 році, і зменшуючись до 178 колоністів двома роками пізніше внаслідок хвороб. В 1709 році, у зв'язку із великим паводком що затопив форт Луї де Л'Мобіл, а також унаслідок якого спалахнули хвороби в 1711 році, Б'єнвілль наказав перенести поселення до теперішнього місця Мобіл, штату Алабама, де і знаходиться по-сьогоднішній день дерев'яний форт Луї. В 1712 році за королівським указом Антуану Кроза, маркізу де Шатель було надано привілеї торгівлі в колонії, та в 1713 році прибув новий губернатор Антуан Ломе де Ла Мот-Кадільяк. В 1716 році Б'єнвілль заснував форт Розалі, де тепер знаходиться місто (Натчез) у штаті Міссісіпі. Новий губернатор  не протримався на посаді довго внаслідок управлінських помилок та вад розвитку колонії. Він був відкликаний до Франції в 1716 році, а Б'єнвілль знову зайняв колишню посаду губернатора, та управляв справами менше року, аж поки новий уповноважений у справах Жан Мішель де Лепінай не приїхав із метрополії. Лепінай, усе-таки, не зміг керувати довго через відмову Кроза від збиткової операції, та перехід адміністративного контролю до Джона Ло та Компанії Індій (фр. Compagnie Perpetuelle des Indes). У 1718 році Б'єнвілль опинився на посаді губернатора Луїзіани в черговий раз, і цього разу він заснував місто Новий Орлеан у штаті Луїзіана.

## Засновник Луїзіани
Б'єнвілль писав до директорів компанії, що він знайшов серпоподібний згин на річки Міссісіпі, що, згідно з його думкою, був убезпечений від припливів і ураганів, та запропонував побудувати нову столицю колонії саме там. Дозвіл було отримано, і Б'єнвілль в 1718 році розпочав будівництво. В 1719 році вже звели достатню кількість хатин та складських приміщень, так що продовольство і солдат почали переводити із Мобіл. В 1720 році після суперечки із головним інженером колонії Лє Блонд де Ла Туром, Б'єнвілль наказав його помічнику Адрієну д'Поге зробити креслення нового поселення. В 1721 році де Поге накреслив прямокутник з одинадцяти-на-сім кварталів, відомий зараз як Французький квартал. Після новосілля в новому будинку, де зараз знаходиться так-званий «Кастом хауз», Б'єнвілль назвав щойно зведене місто «Л'Новель-Орлеанс» в честь Филипа ІІ Орлеанського, що був принцом-регентом Франції. Новий Орлеан став столицею французької Луїзіани в 1723 році, під час третього терміну Б'єнвілля при владі.

## Засновник Білоксі
В 1719 році під час Війни четвертного альянсу (1718 — 1720), Б'єнвілль перевів столицю французької Луїзіани із Мобілу від лінії боїв з іспанською Пенсаколою назад, до форту Морепас або, по-іншому, Олд Білоксі у 1719 році. Проте, в зв’язку із переміщенням коси у затоці, поселення було перенесено на протилежну сторону, щоб заснувати Новий Білоксі у 1719 році. Після завершення роботи, форт Морепас спалили згідно з французькими традиціями, щоб унеможливити його заселення ворогом. Під час будівельних робіт в Новому Орлеані 1719 року, місто цілковито затопило шістьма дюймами води, що змусило подумати про нарощення дамб для функціонування внутрішнього порту. Дорадча рада все-таки хотіла втримувати столицю біля Мексиканської затоки у Білоксі. Однак піщані ґрунти навколо міста Білоксі ускладнювали сільськогосподарські роботи, а шторми пересували пісок у порт Білоксі. У той же час Новий Орлеан можна вважати глибоководним портом, що знаходився ближче до сільськогосподарських угідь. Згодом, в червні 1722 року, Б'єнвілль розпочав переводити столицю в Новий Орлеан, закінчивши розпочате в серпні 1722 року. 1723 рік був першим повним роком з Новим Орлеаном — столичним містом французької Луїзіани.
29 серпня 2005 року через ураган Катріна, Білоксі був повністю затоплений місцями до глибини 9 метрів. В той же час, внутрішня частина Нового Орлеану була залита водою тільки на 70 відсотків від території міста, де-не-де досягаючи трьох метрів. Завдячуючи нарощенню дамб, б'єнвілльський старий французький квартал ніколи не був залитий водою під час тропічного урагану. Проте, місто Білоксі було пошкоджено аж до третього поверху, а баржі-казино протаранили другі поверхи сусідніх готелів.